# Сарыозекский сельский округ (Акмолинская область)
Сарыозе́кский се́льский окру́г (каз. Сарыөзек ауылдық округі) — административная единица в составе Зерендинского района Акмолинской области Республики Казахстан. Административный центр — село Акан.

## География
Сельский округ расположен на западе района, граничит:
- на востоке с Кызылсаянским, Симферопольским и Булакским сельскими округами,
- на юге, западе и севере с Айыртауским районом Северо-Казахстанской области.

По территории сельского округа проходит Среднесибирская железнодорожная магистраль. 

## История
В 1989 году существовал как Сарыозекский сельсовет (сёла Акан, Баратай, Уголки) входивший тогда в состав Кокчетавского района.
В 1997 году после упразднение Кокчетавского, в составе Зерендинского района.

## Население
| Численность населения | Численность населения | Численность населения |
| 1989                  | 1999                  | 2009                  |
| --------------------- | --------------------- | --------------------- |
| 1492                  | ↘1252                 | ↘895                  |

## Состав
В состав сельского округа входят 3 населённых пунктов.
| № | Населённый пункт | Тип населённого пункта       | Население, 1989 | Население, 1999 | Население, 2009 |
| - | ---------------- | ---------------------------- | --------------- | --------------- | --------------- |
| 1 | Акан             | село, административный центр | 839             | 599             | 374             |
| 2 | Баратай          | село                         | 416             | 434             | 345             |
| 3 | Уголки           | село                         | 237             | 219             | 176             |